# Schaduwkus
Schaduwkus is een vampierroman, geschreven door Richelle Mead. Het is het derde boek in de Academicus Vampyrus-serie, met als voorganger IJskoud. Tijdens de publicatie van het derde boek kwam de Academicus Vampyrus-serie voor het eerst in de New York Times-bestsellerlijst, op nummer 4.
Schaduwkus volgt het verhaal van Rosemarie "Rose" Hathaway en haar studie tot lijfwacht. Rose weet dat het verboden is verliefd te zijn op een andere lijfwacht. Haar beste vriendin Lissa – de laatst overgebleven Dragomir – moet altijd op de eerste plaats staan.
Maar als het om haar sexy instructeur Dimitri Belikov gaat, zijn de regels er om gebroken te worden... Inclusief de schoolregels en de wet, als zij en Dimitri hun relatie naar een hoger niveau brengen... liefde.
Dan begint er iets vreemd duisters in Rose's hoofd te groeien en ziet ze geesten die haar waarschuwen voor een vreselijk kwaad dat de Academie nadert. De onsterfelijken komen dichterbij, en ze willen wraak voor het leven dat Rose heeft gestolen. In een intense strijd moet Rose kiezen tussen liefde, leven en de twee mensen van wie ze het meest houdt. Maar betekent haar keuze dat maar één kan overleven?

## Plot
Rose, die nog in shock is door de dood van Mason, bereidt zich samen met de rest van de dhampir leerlingen voor op het Kwalificatie-examen, waar ze Moroi studenten moeten beschermen tegen "aanvallen" van "Strigoi" (hun dhampir leraren). Rose is ervan overtuigd dat ze met Lissa zal moeten samenwerken, maar in plaats daarvan moet ze Christian Ozera beschermen, terwijl Eddie Castile (Masons beste vriend) Lissa als oefenpartner krijgt. Rose klaagt bij haar leraren, maar moet uiteindelijk toch met Christian werken. Tijdens de eerste aanval op Christian, ziet Rose de geest van Mason en klapt dicht - en wordt er vervolgens van beschuldigddat ze de oefening saboteert uit protest. Christian is de enige persoon die geloofd dat ze het niet opzettelijk had gedaan.
Ondertussen komt Rose er door Dimitri achter dat de rechtszaak tegen Victor Dashkov eraan komt - en dat zij en Lissa niet mogen getuigen. Ze smeekt Dimitri om een manier te vinden om hen naar de rechtszaak te laten gaan, en hij belooft er alles te doen om ervoor te zorgen. De vriendschap tussen Adrian en Lissa groeit als ze steeds vaker bij elkaar komen om spirit te oefenen, wat Christian erg jaloers maakt. Nadat Rose een gevecht tussen hem en Lissa verbreekt, begint Rose te merken dat ze aan het veranderen is - voornamelijk dat ze een kort lontje begint te krijgen (meer dan normaal).
Christian wordt aangesproken door Jesse Zeklos toe te treden tot een geheime "club" die hij en Ralf hebben opgericht, maar hij weigert. Rose wordt steeds achterdochtiger, en probeert meer te weten te komen wat voor club dit is. Door Adrian komt ze erachter dat het "Mână" heet, groepen voor potentieel (invloed)rijke Moroi die al decennialang over het hele land opduiken.
Hoewel Dimitri probeert Rose en Lissa toegang te verschaffen tot de rechtszaak, is het uiteindelijk Adrian die het lukt. Terwijl ze samen met Alberta (een lerares van Rose), Christian, Eddie en Adrian naar het hof vliegen, waar het zal plaatsvinden, krijgt Rose last van een verschrikkelijke migraine, maar negeert het. Dimitri en Rose bezoeken Victor in gevangenschap. Hij is gekmakend als altijd, en hij dreigt om tijdens de zaak aan iedereen te onthullen wat er echt was gebeurd in de nacht dat hij Lissa had ontvoerd - iets waar zowel Dimitri als Rosa natuurlijk over gelogen hadden. Dimitri bedreigd hem op zijn beurt te laten vermoorden als hij zoiets probeert, maar Victor is niet onder de indruk. Sterker nog, tijdens de rechtszaak impliceert hij dat Rose en Dimitri bijna met elkaar naar bed waren gegaan, maar alle aanwezigen nemen meteen aan dat het een van zijn vele leugens is. Hij krijgt gevangenisstraf. Rose wordt naar koningin Tatiana - de tante van Adrian - ontboden, die ervan overtuigd is dat Adrian (een Moroi) een affaire heeft met Rose (een dhampir) en zegt tegen haar dat ze onmiddellijk moet ophouden en "hun verloving moet afkappen". Rose is stomverbaasd, en luistert terwijl Tatiana haar vertelt dat ze van plan is Adrian en Lissa te koppelen, en dat Rose hen niet in de weg moet zitten.
Rose negeert de beschuldigingen en liegt tegen Lissa over het gesprek met de koningin. Lissa neemt Rose mee voor een manicure, waar Rose wordt behandeld door een jonge man, genaamd Ambrose, die uiteindelijk een dhampir en de "bloed hoer" van de koningin blijkt te zijn. Hij neemt haar en Lissa mee naar een waarzegster, die Rose een saaie toekomstvoorspelling geeft. Dimitri vindt hen en ook zijn toekomst wordt voorspelt, waarbij er voorspelt wordt dat hij "zal verliezen wat hem het meest dierbaar is".
Als ze terug vliegen naar het academie, krijgt Rose weer last van migraine, dit keer zo heftig dat het de aandacht trekt van Alberta en Dimitri. Als ze door een sneeuwstorm gedwongen een ongeplande tussenstop hebben bij een luchthaven van stervelingen om bij te vullen, wordt de migraine alleen maar erger, en als ze het vliegtuig uitkomt, ziet ze de geesten van onder andere Lissa's ouders en broer, en valt ze flauw. Als ze weer bijkomt, ligt ze in de ziekenzaal van het academie. Rose wordt uiteindelijk gedwongen toe te geven dat ze Masons geest heeft gezien. Er wordt haar verteld naar een psycholoog te gaan. Haar opdracht met Christian wordt ook beperkt. Op school wordt haar humeur steeds slechter en slechter, hoewel ze Dimitri weet te verslaan als "Strigoi". Lissa wordt ook aangesproken door Jesse en Ralf over Mână, en ze accepteert het aanbod, om hen zo te bespioneren, zonder het medeweten van Rose. Ze wordt in een bos geleid en wordt aangevallen door Jesse en andere magiegebruikers (en medestudenten). Rose voelt door haar bond met Lissa dat er iets erg mis is en rent naar haar toe om haar te beschermen. Ze gaat op de vuist met Lissa's aanvallers - en Lissa martelt Jesse met het gebruik van Spirit. Rose realiseert zich dat elke keer dat Lissa Spirit gebruikt, Lissa overmand wordt door duistere emoties (waardoor ze in zichzelf begon te snijden in het eerste boek) en zegt tegen Lissa dat ze alle slechte emoties naar haar kan sturen via hun connectie - wat er voor had gezorgd dat Rose steeds sneller geïrriteerd en gewelddadig werd. Lissa gehoorzaamt, en overmand door de plotselinge duistere emoties begint Rose Jesse in elkaar te slaan. Alberta en Dimitri arriveren, en Alberta beveelt een paar bewakers om Jesse weg te voeren, terwijl Dimitri Rose probeert te kalmeren, die nog steeds manisch is.
Dimitri neemt Rose mee naar het oude hutje waar Tasha Ozera verbleef toen ze de academie bezocht. Rose probeert naar de ziekenzaal te rennen, waar ze weet dat Jesse naartoe gebracht zou worden, maar Dimitri tempert haar en dwingt haar om haar woede los te laten. Ze zakt in elkaar, doodsbang dat ze gek begint te worden. Dimitri luistert naar Rose's verklaring voor haar gedrag en belooft haar dat hij haar niet gek zal laten worden. Ze zoenen elkaar en Rose wordt er ontmaagd. Na een tijdje gaan ze terug naar school, waar ze onderweg aangevallen worden door Strigoi. Dimitri stuurt Rose om de bewakers te waarschuwen, en blijft zelf achter om de Strigoi af te weren.
De bewakers sturen Rose naar haar slaapzaal, waar zij en de andere leerlingen moeten blijven. Rose wordt naar een klein raam gestuurd, om die te bewaken, en er wordt haar eindelijk een zilveren dolk toevertrouwt. Ze voelt de angst van Lissa door de bond, en komt erachter dat Christian niet bij haar is, maar in de kerk, waar hij Lissa zou treffen om met haar te praten over Jesse en Mână. Eddie en verscheidene andere leerlingen beschermen Lissa en de andere Moroi al, dus Rose besluit Christian te gaan beschermen door uit het raam te klimmen en hem achterna te gaan. Ze vindt hem teruglopend naar school en onderweg terug ontdekt ze dat ze samen met Christian heel efficiënt Strigoi kan doden: Christian kan ze afleiden met vuurmagie, waardoor Rose hen makkelijk kan neersteken. Zij en Christian besluiten dan om tegen de instructies in naar de basisschool te gaan, waar veel minder bescherming is dan bij de hogere klassen, en daar de bewakers te helpen.
Nadat de aanval is afgelopen, komt Rose erachter dat dit de grootste groep Strigoi is die ooit Moroi en dhampirs hebben aangevallen, aangezien Strigoi van nature solitair zijn. De groep Strigoi hebben veel dhampirs en Moroi meegenomen toen ze vluchtten - waaronder Eddie. De moeder van Rose, Janine, komt de bewakers helpen de bewaking te versterken. Met behulp van de geest van Mason, komt Rose erachter waarde Strigoi de ontvoerde Moroi en dhampirs hebben vastgehouden. Het is ongebruikelijk om achter Strigoi aan te gaan, maar omdat ze nu weten waar ze zitten, besluiten de bewakers na lang beraad om ze toch op te zoeken om de gevangenen te redden. Er wordt besloten om ook leerlingen mee te nemen voor de aanval - wat al erg verrassend is - en ook Moroi leraren die met hun magie kunnen meevechten - wat al helemaal uitzonderlijk is. Ze gaan samen naar de grot toe waar de Strigoi zich hadden teruggetrokken, wachtend totdat de zon weer zou ondergaan en ze verder konden reizen. Na een lang gevecht in de grotten komt iedereen weer naar buiten, op een paar na. Dimitri, die als laatste naar buiten liep, wordt op het laatste moment in de val gelokt en voor de ogen van Rose vermoord.
Rose komt er later achter dat Dimitri's lichaam nooit is gevonden. Een tweede groep bewakers komt de volgende ochtend terug, en ook zij bevestigen dat Dimitri niet vermoord was, maar veranderd in een Strigoi. Rose realiseert zich dan dat de voorspelling was uitgekomen: "Dimitri zou verliezen wat hem het meest dierbaar is" - niet haar, zoals Rose eerst had gedacht, maar zijn ziel. Rose besluit om de academie te verlaten om achter hem aan te gaan en hem te doden. Nadat ze al het papierwerk heeft gedaan, komt ze Lissa tegen, die zich gerealiseerd had dat Rose verliefd is op Dimitri. Lissa smeekt Rose om haar niet te verlaten, maar Rose wordt boos en zegt tegen haar dat er haar hele leven al was ingedrild dat Lissa op de eerste plaats kwam, en dat zij nu iets voor zichzelf moest doen. Rose vraagt Adrian om geld, en hij geeft het aan haar, met de voorwaarde dat zij hem een kans geeft als ze terugkomt. Ze belooft het hem, al denkt ze niet dat ze de zoektocht zal overleven. Voordat ze de academie verlaat, zegt ze vaarwel tegen Mason, en vertrekt naar Siberië, waarvan ze aanneemt dat Dimitri als eerst naartoe zal gaan; zijn thuis.